# Gaby Deslys
Ne doit pas être confondu avec Diane de Gabies, Liane Degaby ou Paule Delys.
Pour les articles homonymes, voir Caire (homonymie).
Marie-Élise Gabrielle Caire, dite Gaby Deslys, née le 4 novembre 1881 à Marseille et morte le 11 février 1920 dans le 14e arrondissement de Paris, est une chanteuse française, artiste de music-hall connaissant une réputation internationale.

## Origine familiale

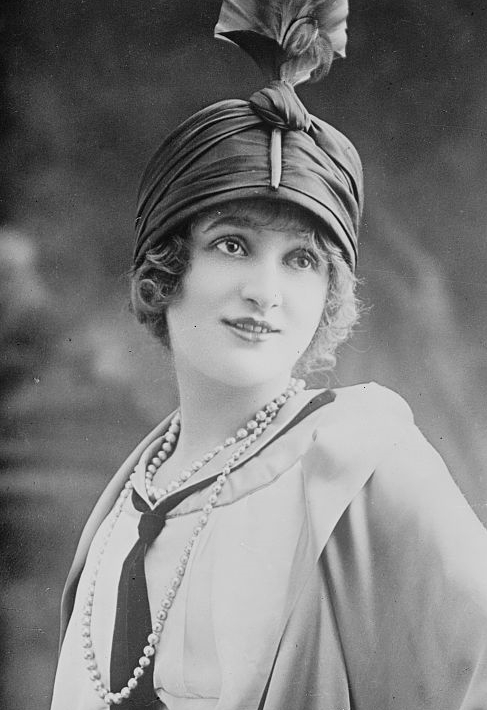
Portrait de Gaby Deslys.

Gabrielle Caire naît au no 63 de la rue de la Rotonde à Marseille. Elle est la fille de Marie Victor Hippolyte Caire, négociant prospère en tissus dans la rue Tapis vert, et d’Anne Eudoxie Terras (ou Terrasse),. Un oncle paternel, François Caire, a été président du conseil général des Bouches-du-Rhône en 1894. Sur les six enfants du couple, seules trois filles atteindront l’âge adulte : Gabrielle, la future Gaby Deslys, et deux de ses sœurs, Marie Jeanne Mathilde, épouse Émile Garcin, et Aimée Valérie, épouse Joseph Adolphe Fleury.
Le mariage de ses deux sœurs sera célébré le même jour le 14 janvier 1899 par le maire de Marseille, Siméon Flaissières.
Avec ses sœurs, elle est placée à l'Institution religieuse des dames de Saint-Maur de Marseille. À partir de 1899, Gabrielle Caire suit les cours du conservatoire de Marseille, où elle obtient un premier prix de solfège et un deuxième prix de chant.

## Une rapide ascension

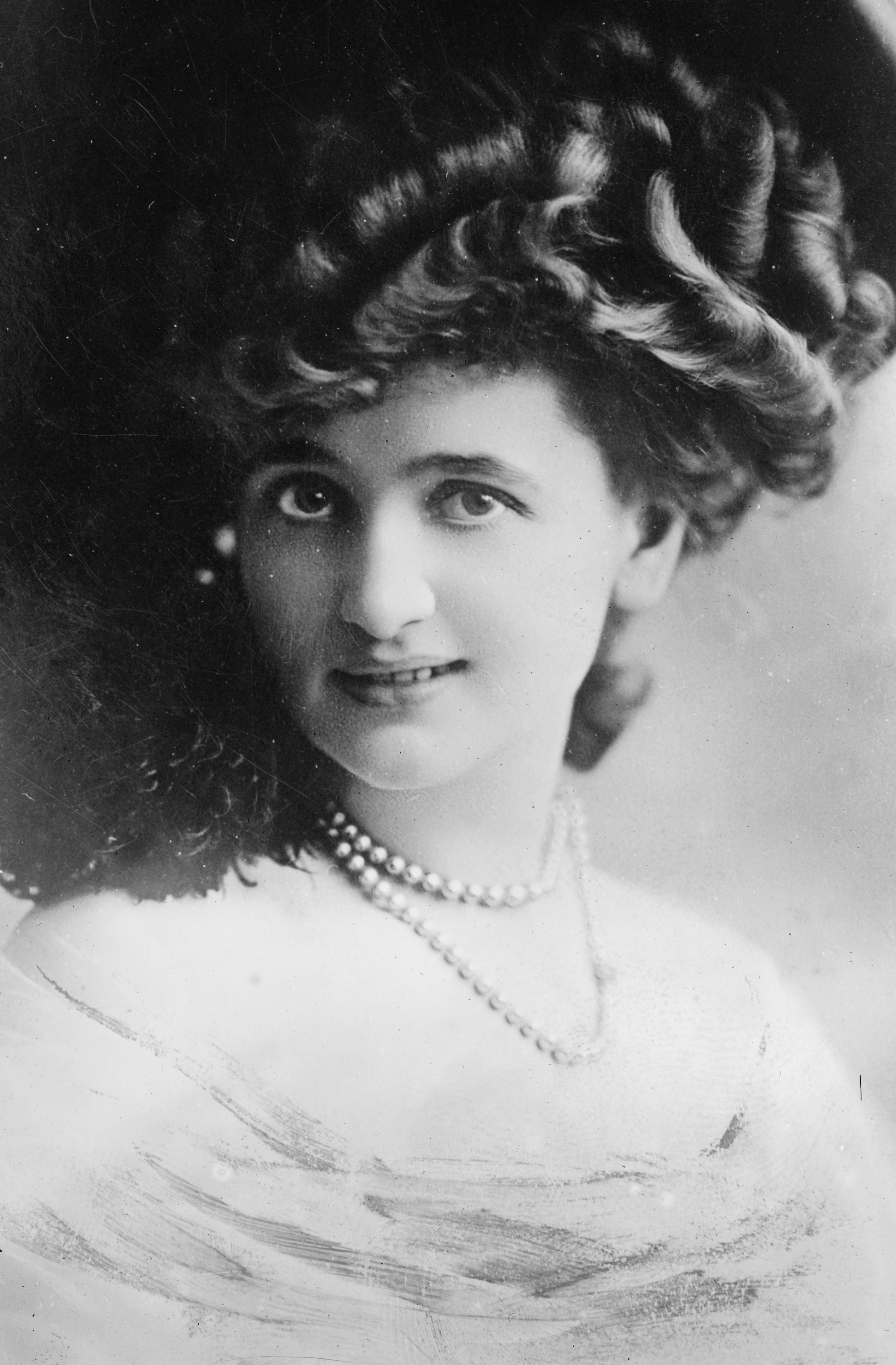

En mai 1900, année de l’exposition universelle, elle part tenter sa chance à Paris, en compagnie d’un jeune journaliste, Jean Samat, riche fils de famille.
Elle adopte très vite le nom de scène de « Gaby Deslys », suggéré par Marie-Thérèse Kolb, et fait des débuts discrets comme figurante dans de petits cafés chantants parisiens puis au Parisiana mais sait se faire connaître et gravit les échelons qui la mènent progressivement, et sans discontinuité, de la figuration à la célébrité. Elle vit rue de Constantînople et suit des cours de danse et de chant tout en jouant dans différentes pièces.
En 1904, elle joue dans la pièce À fleur de peau avec Joseph Gabin, père de Jean Gabin. En février 1906, elle joue à l’Olympia dans Paris fêtard, où elle chante la chanson La Kraquette. En septembre 1906, sur invitation d’un britannique, Georges Edward, elle se rend en Angleterre, où elle rencontre immédiatement un énorme succès. En mars 1907, elle revient à Paris avec suffisamment d’argent pour acheter un hôtel particulier au no 3 rue Henri-de-Bornier. En mars 1908, elle se produit au Moulin Rouge dans la revue Son altesse l’amour.

## Une liaison tapageuse

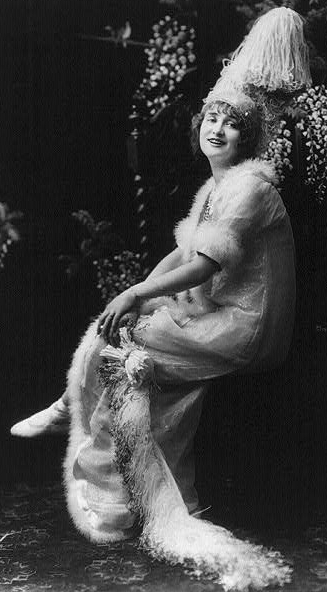
Gaby Deslys à New York en 1911.

Après un voyage en Angleterre, le roi du Portugal, Manuel II, arrive à Paris le 27 novembre 1909. Il devient l’amant de Gaby Deslys et lui offre des bijoux,. Il la fait venir début 1910 au Portugal et l’installe au palais de Das Necessidades. Elle chante et danse à Lisbonne au profit des sinistrés après l'incendie de Porto. Bien que discrète, cette liaison entraîne de nombreux commentaires, ce qui oblige Gaby Deslys à rentrer à Paris.
Le 28 mars 1910, Gaby Deslys se trouve à Londres où elle se produit dans la pièce Les Caprices de Suzette. Manuel II part à Londres assister aux obsèques du roi d’Angleterre Édouard VII, mort le 6 mai 1910, et en profite pour revoir Gaby Deslys. De retour au Portugal, il se retire à Boussaco, fait de nouveau venir Gaby Deslys en toute discrétion et l’héberge dans le château au Bois dormant. Tout finissant par se savoir, l’opinion publique désapprouve la présence de la comédienne, qui est obligée de quitter le Portugal fin août 1910 pour rentrer à Paris. Peu de temps après, le 15 octobre 1910, Manuel II doit quitter son pays et se réfugier en Angleterre. Gaby Deslys n’a aucune responsabilité dans cette abdication car le pouvoir royal était déjà très contesté et depuis longtemps.

## Une vie de star
De retour à Paris, Gaby Deslys doit être la vedette de la prochaine revue de Bannel, directeur des Folies Bergère. En novembre 1910, elle répète avec Maurice Chevalier qui parlera d’elle dans ses mémoires, mais une maladie l’empêche de jouer la pièce avec lui. Après un court voyage début 1911 aux États-Unis, elle revient à Paris où elle reprend au théâtre des Capucines la revue Le Midi bouge. La première, qui a lieu le 6 avril 1911, a un immense succès.

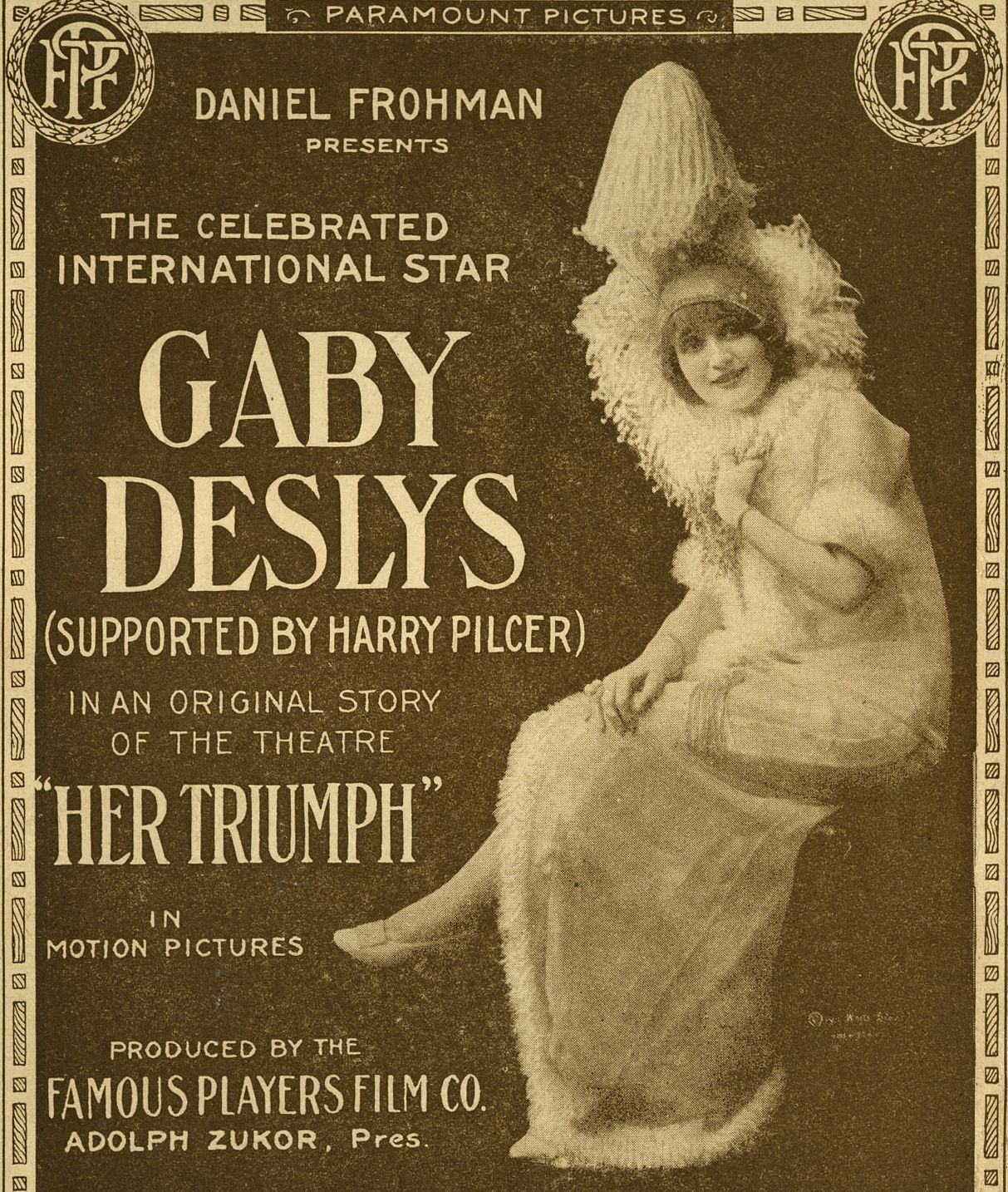
Gaby Deslys sur l'affiche du film muet Her Triumph, 1915.

Sur invitation de (en) Lee Shubert, elle se rend aux États-Unis, où elle arrive le 17 septembre 1911. Elle devient l’ambassadrice du charme parisien, avec ses toilettes extravagantes ne cessant de changer, ses bijoux, ses animaux de compagnie et une publicité savamment orchestrée. Le 17 janvier 1912, elle quitte New York pour l’Europe en compagnie du danseur et chorégraphe américain (en)Harry Pilcer dont elle partage l'existence et débarque à Liverpool pour se rendre à Londres puis à Paris. Pendant la traversée elle met au point une chorégraphie qui entrera dans l’histoire : le 2 février 1912, elle présente un nouveau numéro, La Danse de l’ours, qui lui vaut un succès triomphal, un « effeuillage » à la fin duquel elle reste quasiment nue (en réalité revétue d'un collant couleur chair) préfigurant ce qui deviendra le « striptease ».

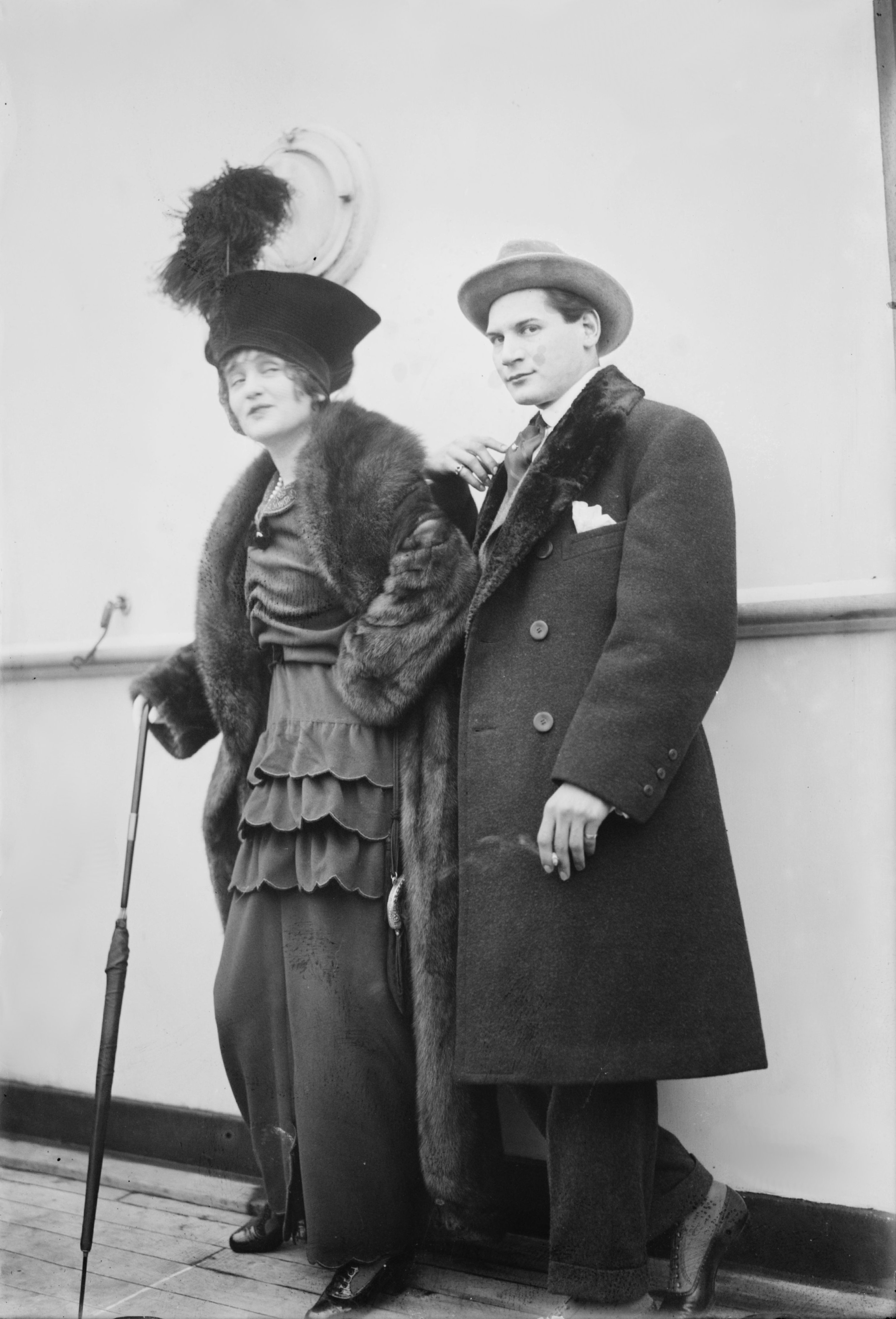
Gaby Deslys et Harry Pilcer.

Après un séjour à Vienne en Autriche, le couple Pilcer-Deslys revient à Paris, puis en Angleterre, où ils jouent, en août 1912, la pièce Une journée à Trouville. Après une nouvelle tournée aux États-Unis (novembre 1913 – mars 1914), elle est de retour à Paris, où elle achète un immeuble de six étages au no 37 rue Cortambert dans le 16e arrondissement. Le 22 mars 1915, elle joue à Londres dans la pièce Rosy Rupture, spécialement créée pour elle par J. M. Barrie, le créateur de Peter Pan. Début 1916, elle est à nouveau aux États-Unis, puis rentre en Angleterre le 29 avril 1916.

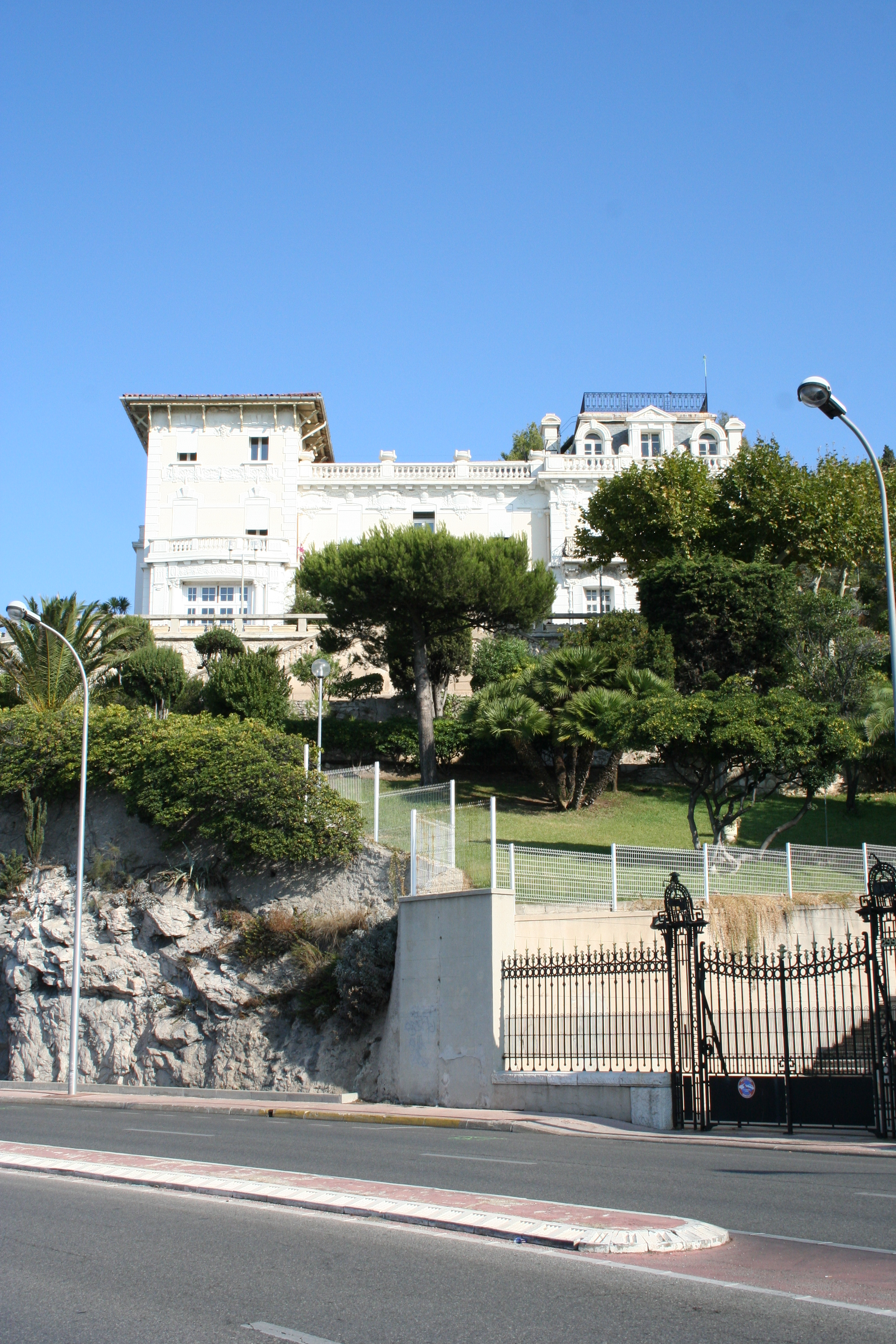
La villa de Gaby Deslys au 299, corniche du Président-John-Fitzgerald-Kennedy à Marseille.

En octobre 1917, Gaby Deslys relance le Casino de Paris, qui a été acheté par Léon Volterra ; elle est la vedette de la revue Laissez-les tomber de Jacques Charles. La première représentation a lieu le 12 décembre 1917 et marque le triomphe des rythmes américains avec les frères Pilcer : Harry pour la danse et Murray pour la musique avec son jazz-band. C’est la fin de la Belle époque, la musique afro-américaine va se répandre dans le monde. Gaby Deslys inaugure sur la scène du Casino de Paris la traditionnelle descente de l’escalier qui sera reprise par Mistinguett et Cécile Sorel. En parallèle, elle accepte de devenir marraine du 69e bataillon de chasseurs à pied. Deslys travaille également comme espion pour le gouvernement français pendant la Première Guerre mondiale
Épuisée par le rythme effréné de ses tournées et sa toux reprenant, elle décide d’arrêter cette représentation ; elle sera remplacée par Maurice Chevalier et Mistinguett. Elle va se reposer à Marseille, sa ville natale, et achète aux enchères le 14 juillet 1918 pour 500 000 francs une somptueuse villa, villa Maud, située au no 299 de la corniche du Président-John-Fitzgerald-Kennedy, qui appartenait à l’industriel Jean-Baptiste Rubaudo.
Léon Volterra rénove le théâtre du Chatelet aux allées de Meilhan à Marseille, qui deviendra plus tard le cinéma Capitol sur la Canebière. Dans cette salle a lieu le 15 novembre 1918 la première reprise de Laissez-les tomber avec Gaby Deslys, les frères Pilcer et leur jazz-band. Après une centaine de représentations, donc peu de succès, Gaby Deslys repart pour Paris. Elle tourne ensuite deux films, Bouclette de Marcel L'Herbier et Le Dieu du hasard mis en scène par Henri Pouctal.
En 1919, elle joue dans La Marche à l'étoile de Paul Marinier, Roger Ferréol et Charles-Alexis Carpentier, revue en 2 actes au Théâtre Femina à Paris.
« En moins de dix ans, cette petite Marseillaise, inconnue de tous, va devenir l’artiste de music-hall la plus célèbre et la mieux payée de son temps ».

## Danses associées
Gaby Deslys a interprété de nombreuses danses et a participé à la création de nouvelles formes de danse au cours de sa carrière.

### Valse ju-jitsu
| - Gaby Deslys et Surye Kichi Eida exécutant une figure de la valse ju-jitsu. - Deslys et Pilcer dansant la Gaby Glide, v. 1913. |

La danseuse se fait connaître en Angleterre en 1906. Dans son premier spectacle à Londres, elle joue dans la comédie musicale The New Aladdin (en) au Gaiety Theatre (en). Elle y interprète la valse ju-jitsu (ju-jitsu waltz, en anglais) avec Surye Kichi Eida (1878-1918) comme partenaire. Cette danse théâtrale et athlétique donnait l'illusion d'un combat entre l'actrice et le maître d'arts martiaux. L'art martial du ju-jitsu avait gagné vers 1904-1905 un respect et un engouement conséquent dans tout le Royaume-Uni. L'apprentissage de cet art martial était conseillé comme forme de défense personnelle, notamment aux suffragettes pour combatte les policiers.

### LaGaby Glide
Une danse appelée Gaby Glide est nommée en 1911 en l'honneur de Gaby Deslys et créée par le chorégraphe américain Ned Wayburn (en) (1884-1942) pour la pièce Vera Violetta, donnée notamment au Winter Garden Theatre à Manhattan,. Le personnage principal du couple est la dame qui doit être placée devant l'homme, posée légèrement décalée sur le côté, ce qui crée un effet de glissement.
Pendant un certain temps lors de sa création, cette danse a été regroupée avec d'autres danses de l'époque que dansait Gaby Deslys, appelées Turkey Trot (en), Grizzly Bear, valse ju-jitsu, Bunny hug, etc. mais contrairement à ces dernières, la Gaby Glide connaît un grand succès. Elle donne également son nom à plusieurs titres de musique aux États-Unis : Gaby Love, Gaby Mood, Gaby medley, Gabys Rhapsody...

## Sa mort

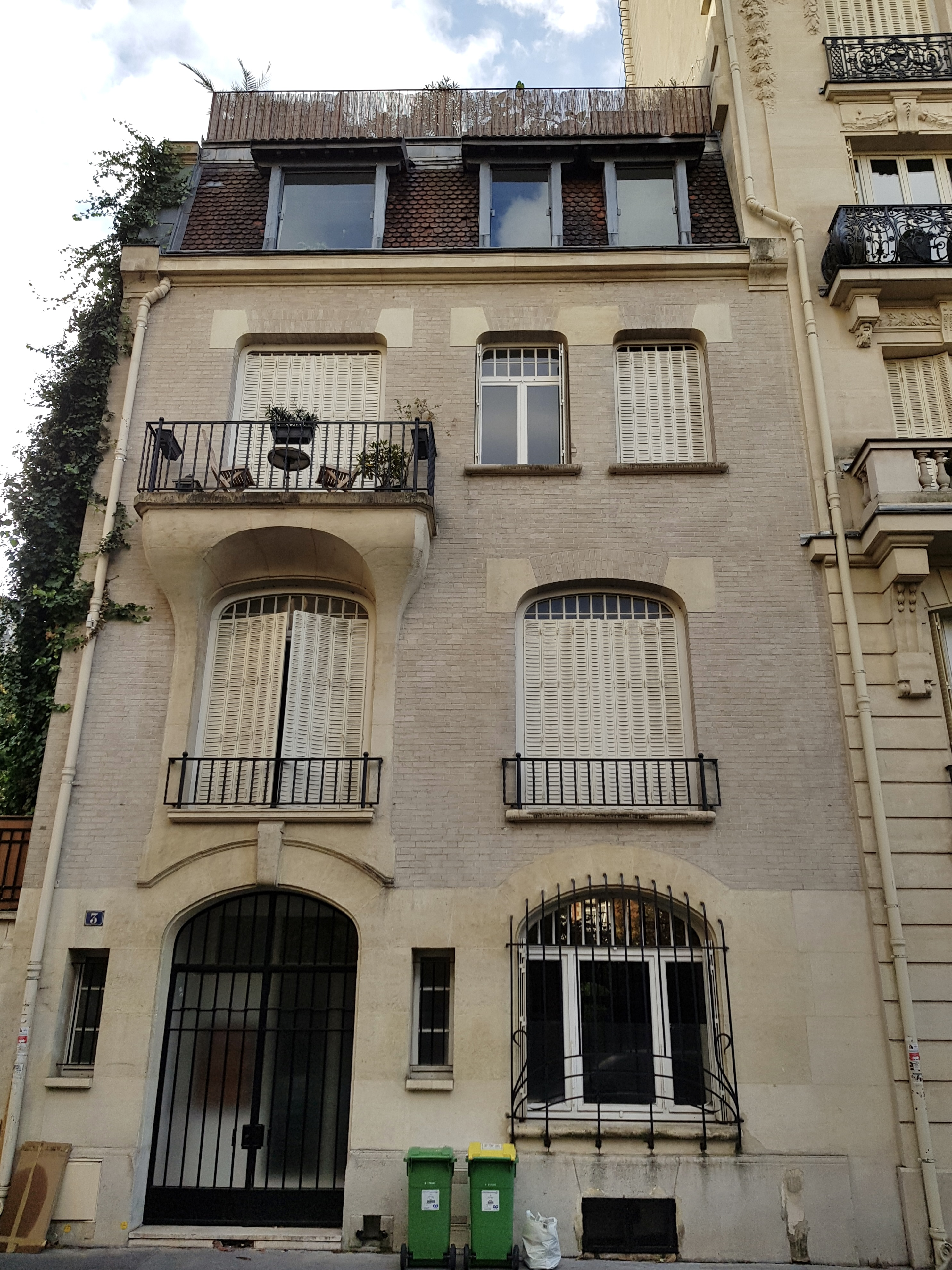
Immeuble du no 3, rue Henri-de-Bornier (16e arrondissement de Paris).

Fin 1919, Gaby Deslys va en Italie et à New York afin de signer des contrats pour le tournage de plusieurs films. Elle retourne à Paris où elle assiste à la générale de La Vierge folle le 1er décembre 1919. Le 19 décembre, elle entre en clinique où elle subit plusieurs opérations vaines qui ne cicatrisent pas puis dans la maison de santé du docteur Gosset, victime d’une pleurésie purulente, suite de la grippe espagnole contractée,. Elle meurt le 11 février 1920 rue Antoine-Chantin, dans le 14e arrondissement de Paris. Après une cérémonie religieuse à l’église Notre-Dame-de-Grâce de Passy, son corps est transféré à Marseille pour y être inhumé au cimetière Saint-Pierre dans le caveau familial. Un cortège de danseuses la suit : Émilienne d'Alençon, Clara Tambour, Régine Flory, Odile, Nénette, Micienne et des girls... Au milieu d’une foule immense qui jette des fleurs sur son cercueil, le maire de Marseille, Siméon Flaissières, assiste aux obsèques de celle qui fut la première star du music-hall et qui légua une grande partie de sa fortune à la ville de Marseille,,, dont sa somptueuse villa Maud de la corniche. Sa sépulture est violée en 1934.

### Villa Gaby
Depuis 2015, la gestion de la villa Gaby a été confiée à la société MCO Congrès, agence spécialisée dans l'organisation de congrès médicaux, qui a réalisé la rénovation du site et y a organisé un centre international de conférences accueillant des colloques, congrès et séminaires,. Depuis 2011, la clause d'inaliénabilité étant caduque, l'ancienne propriété villa Maud se vend en parcelles.

### Tombe
L’artiste repose dans un caveau de marbre blanc près de la tombe d’Edmond Rostand. Le sculpteur Auguste Carli devait exécuter sa statue, mais sa famille trouve le devis trop élevé et ne fait réaliser qu’un médaillon sculpté par Louis Botinelly représentant l’artiste de profil.
Une rue de Marseille porte son nom.

## La revendication posthume de sa fortune
Gaby Deslys avait une certaine ressemblance avec une danseuse tchécoslovaque, Edwige Navratil, née le 31 octobre 1884 à Mostevice en Moravie et qui avait quitté sa famille pour débarquer à Paris vers 1904.
À la mort de l’artiste française qui s'était rajeunie de quelques années en adoptant la date de naissance (31 octobre 1885) de son frère défunt, figurant même sur son acte de décès et correspondant par hasard à celle d'Edwige, la famille Navrátil, devenue hongroise, et recherchant sa fille, revendique l’héritage en prétendant que Gaby Deslys est Edwige Navratil. Aucune preuve ne put être apportée, d’autant plus que l’acte de naissance de Gaby Deslys démontrait sa naissance à Marseille et qu’Hedvika Navrátilová retrouvée à Biarritz, elle-même déclare ne pas être Gaby Deslys. Si Gaby Deslys avait été tchécoslovaque ou hongroise, elle n’aurait pas laissé sa fortune à la ville de Marseille, à la famille Caire et à Harry Pilcer, et ne se serait pas fait enterrer à Marseille.

## Galerie

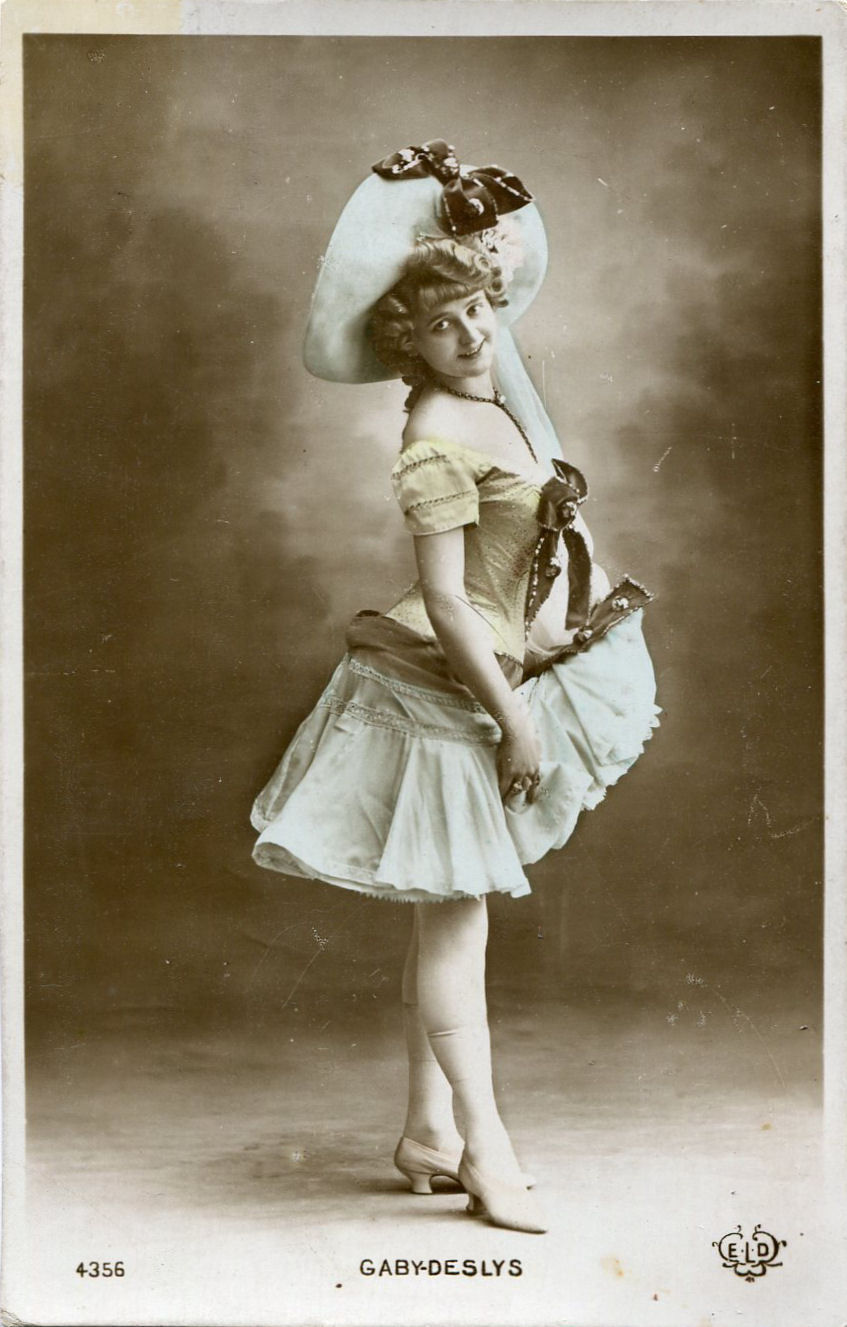
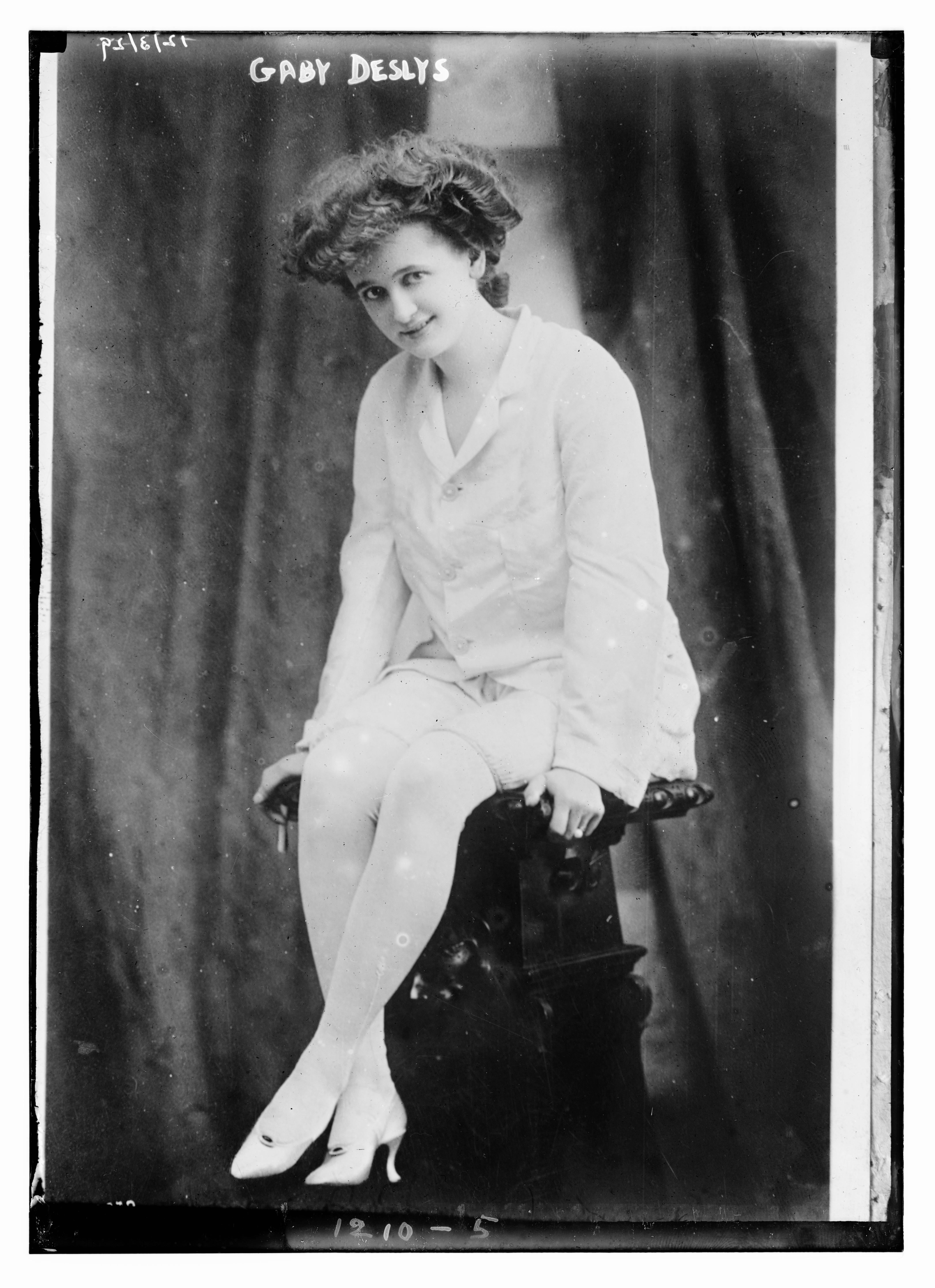
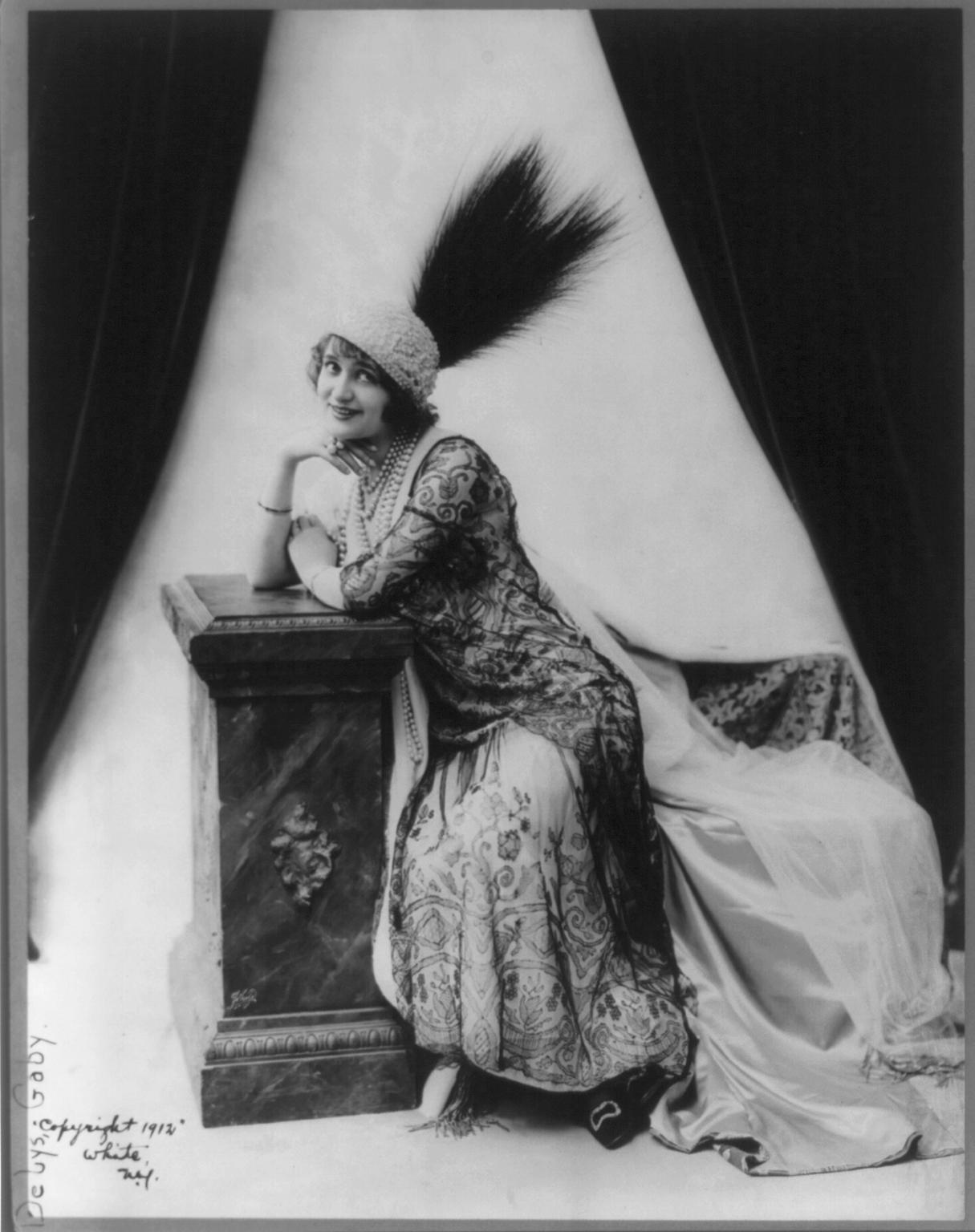
Gaby Deslys v. 1912.
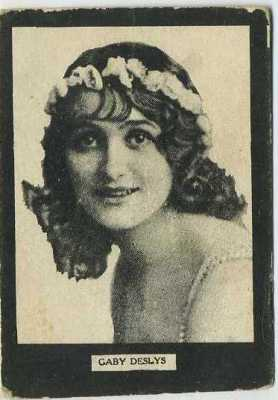
Gaby Deslys v. 1920.
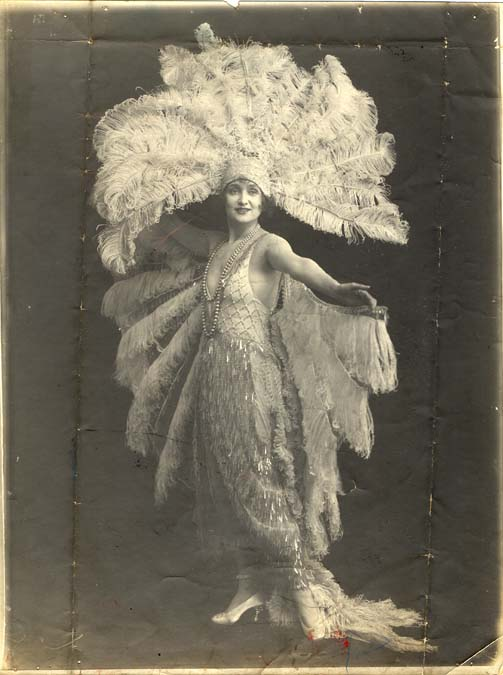
Photographiée par Henri Manuel.
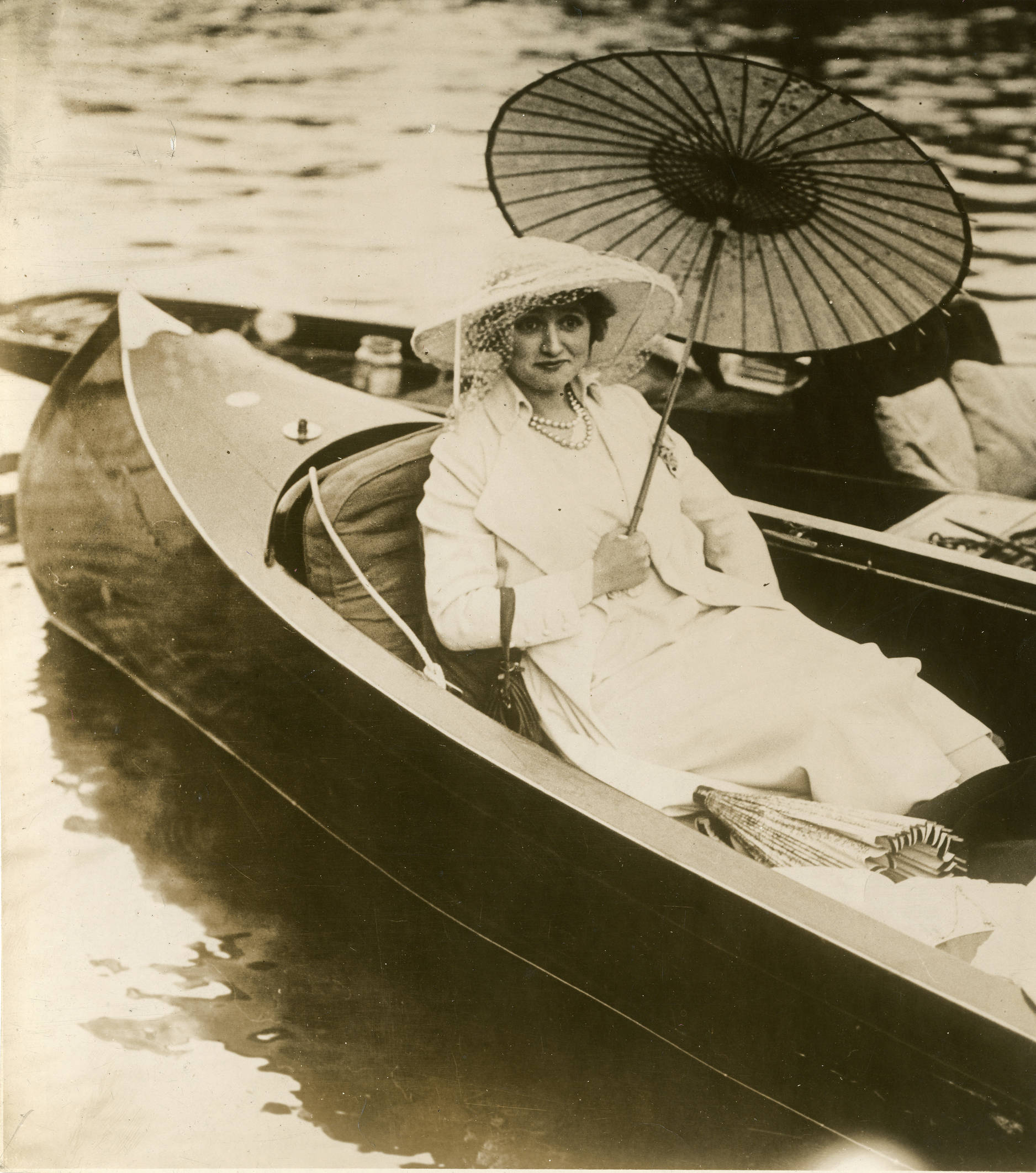
Gaby Deslys en 1915.
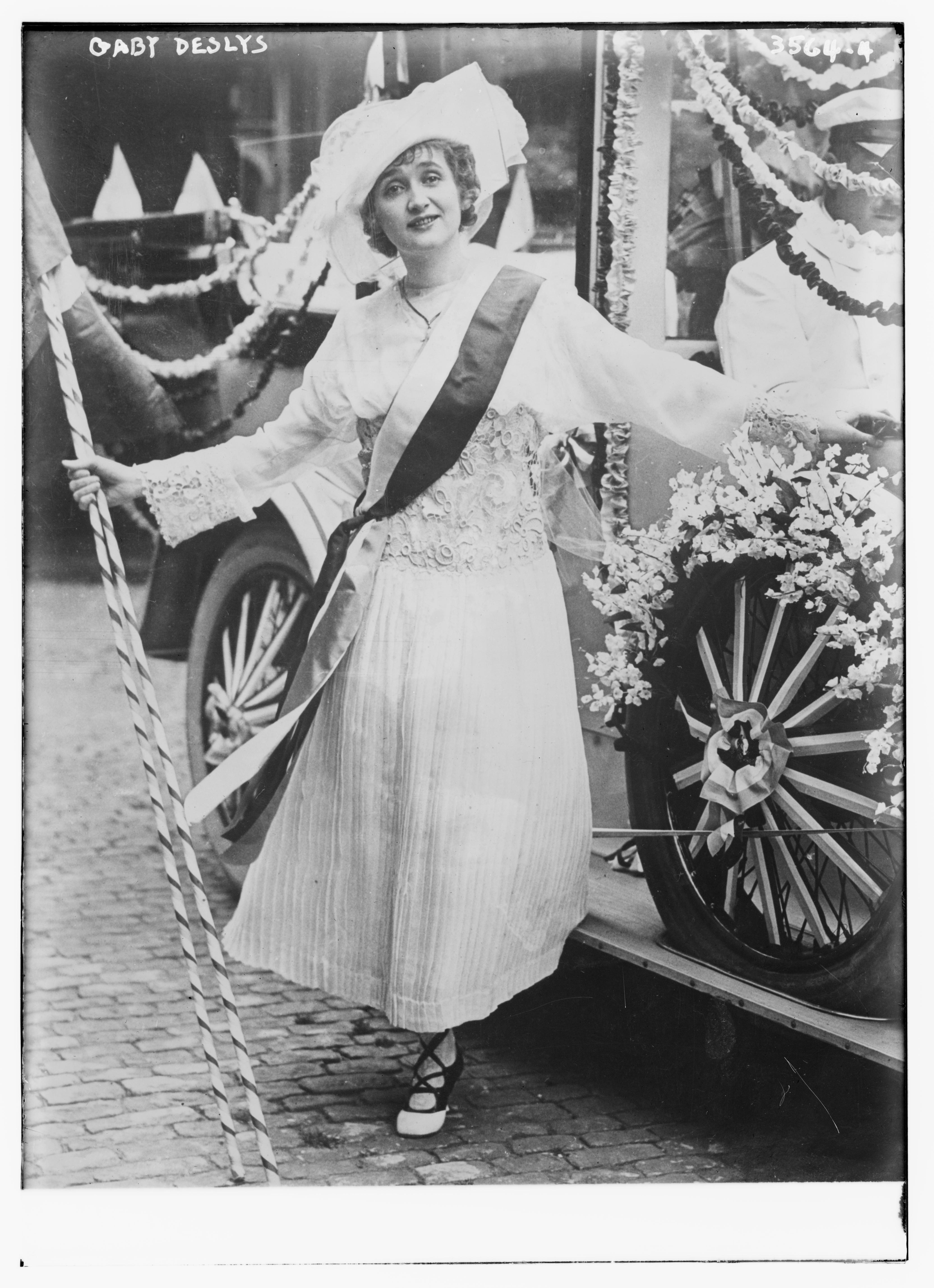
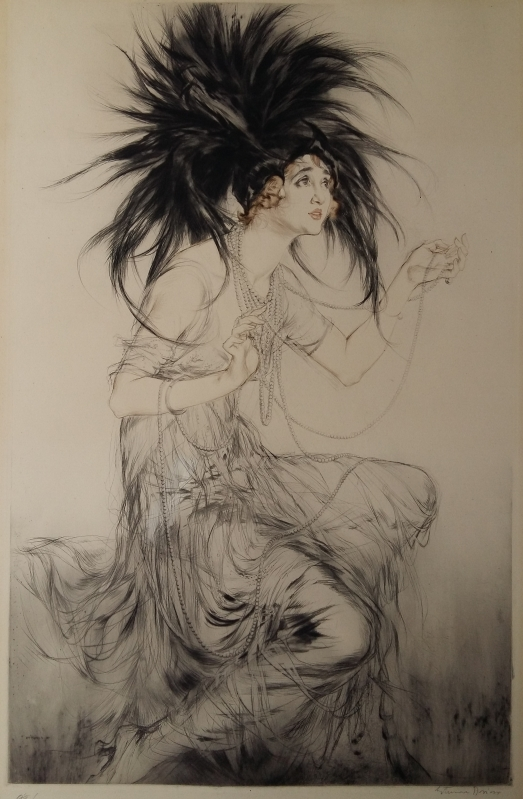
Gaby Deslys (vers 1910) par Étienne Drian (1885-1961).

## Filmographie
- 1914 : La Remplaçante, drame en 3 parties de René Hervil et Louis Mercanton
- 1915 : Her Triumph, court-métrage de Percy Nash : Gaby
- 1915 : Rosy Rapture, court-métrage de Percy Nash, scénario de J. M. Barrie : Rosy Rapture
- 1916 : Une aventure de voyage (réalisateur anonyme)
- 1918 : Fiancé de sa femme (réalisateur anonyme)
- 1918 : Bouclette / L'Ange de minuit, drame en 5 parties de René Hervil et Louis Mercanton, scénario de Marcel L'Herbier : Bouclette
- 1919 : Le Dieu du hasard, d'Henri Pouctal, scénario de Fernand Nozière : Gaby Balmacer

## Discographie
- Philomene (1910, HMV)[28]
- Tout en Rose (1910, HMV)
- La Parisienne (inédit, 1910)[29]

## Au théâtre
- Gaby Deslys - le fabuleux destin de la première star du music-hall, théâtre de Passy (Paris), 2023[30].

### Ouvrage de Jean-Jacques Sirkis
1. ↑  Sirkis 1990, p. 23.
2. ↑  Sirkis 1990, p. 30.
3. ↑  Sirkis 1990, p. 42.
4. ↑  Sirkis 1990, p. 45.
5. ↑  Sirkis 1990, p. 43.
6. ↑  Sirkis 1990, p. 50.
7. ↑  Sirkis 1990, p. 67.
8. ↑  Sirkis 1990, p. 68.
9. 1 2  Sirkis 1990, p. 69.
10. ↑  Sirkis 1990, p. 73.
11. ↑  Sirkis 1990, p. 76.
12. ↑  Sirkis 1990, p. 80.
13. ↑  Sirkis 1990, p. 91.
14. ↑  Sirkis 1990, p. 96.
15. ↑  Sirkis 1990, p. 97.
16. ↑  Sirkis 1990, p. 107.
17. ↑  Sirkis 1990, p. 106.
18. ↑  Sirkis 1990, p. 145.
19. ↑  Sirkis 1990, p. 151.
20. ↑  Sirkis 1990, p. 195–204.

### Autres références
1. ↑  Archives départementales des Bouches-du-Rhône, commune de Marseille, année 1881, acte de naissance no 667
2. 1 2  Archives en ligne de Paris 14e, année 1920, acte de décès no 1023, cote 14D 310, vue 12/24
3. 1 2 3 4 5 6 7 8 9 10 11  Henri Danjou, « Détective », « Gaby Deslys ou Edwige Navratil », 16 janvier 1930, pp. 5-6
4. 1 2 3 4  Edmond ECHINARD, Pierre ECHINARD et Médéric GASQUET- CYRUS, Marseille Pour les Nuls, edi8, 27 juin 2013, 472 p. (ISBN 978-2-7540-5485-0, lire en ligne)
5. ↑  Paul Masson (dir.), Encyclopédie départementale des Bouches-du-Rhône, Archives départementales des Bouches-du-Rhône, Marseille, 17 vol., 1913-1937, tome XI, p. 108.
6. ↑  Breyner, Thomaz de Mello, Diário de um Monárquico 1908-1910, Lisboa, Edição do Autor (May 1993); Nobre, Eduardo, "Paixões Reais", Lisboa, Quimera Editores Lda. (2002)
7. 1 2  Dray-Bensousan et al. 1999, p. 92.
8. 1 2  (en) « Gaby Deslys - National Portrait Gallery », sur www.npg.org.uk (consulté le 7 janvier 2020)
9. ↑  Blès 1989, p. 200–201 (article Kennedy).
10. ↑  Adrien Blès, La Canebière dans le temps et dans l’espace, Marseille, Jeanne Laffitte, 1994, 119 p. (ISBN 2-86276-250-4), p. 94.
11. ↑  Bouclette sur le site Ciné-Ressources (Cinémathèque française).
12. ↑  Le dieu du hasard sur le site Ciné-Ressources (Cinémathèque française).
13. ↑  Jean-Christophe Born, « Gaby Deslys, l'annonce de la femme moderne », sur L'Arche, 22 juin 2018 (consulté le 7 janvier 2020)
14. ↑  (en) « Gaby Deslys (1881-1920), Actress and dancer », sur npg.org.uk (consulté le 5 octobre 2023)
15. ↑  (it) « Le donne che praticavano il Ju Jitsu a inizio Novecento », sur ilpost.it, 10 novembre 2020 (consulté le 5 octobre 2023)
16. ↑  (en) Yorimitsu Hashimoto, « Soft Power of the Soft Art : Jiu-jitsu in the British Empire of the Early 20th Century », 国際シンポジウム, International Research Center for Japanese Studies, vol. 38,‎ 31 mars 2011, p. 72-73 (lire en ligne [PDF])
17. ↑  Daniel Paris-Clavel, « Suffragettes et jujitsu » , sur monde-diplomatique.fr, février 2016 (consulté le 5 octobre 2023)
18. ↑  (en-US) « ACTING OF THE IRISH PLAYERS; A Lack of Method Which Has Been Unduly Regarded as a Sign of Greatness -- No Stage Illusion Without Art -- The Plays and the Cause. », The New York Times,‎ 26 novembre 1911 (ISSN 0362-4331, lire en ligne, consulté le 7 janvier 2020)
19. 1 2 3  « Gaby Glide Dance by Ned Wayburn for Gaby Deslys and Harry Pilcer », sur www.streetswing.com (consulté le 7 janvier 2020)
20. ↑  (en-US) « GABY DESLYS UNDER KNIFE.; Condition Is Critical and Another Operation May Be Necessary. », The New York Times,‎ 12 décembre 1919 (ISSN 0362-4331, lire en ligne, consulté le 7 janvier 2020)
21. 1 2  d'après Pierre Echinard, « Massalire - DESLYS Gaby - Biographie », sur www.massalire.fr (consulté le 6 janvier 2020)
22. ↑  « Gaby Deslys meurt après l'opération », New York Times. 12 février 1920. p. 11.
23. 1 2  Blès 1989, p. 127.
24. ↑  Villa Gaby, MCO Évènements, Société d’exploitation de la Villa Gaby (en ligne).
25. ↑  « L'histoire de Gaby Deslys, star mondiale du music hall qui a donné son nom à la Villa Gaby », sur Made in Marseille, 11 décembre 2017 (consulté le 7 janvier 2020)
26. ↑  David Coquille, « Marseille : la Villa Gaby, le testament trahi - Journal La Marseillaise », sur m.lamarseillaise.fr (consulté le 7 janvier 2020)
27. ↑  Parti socialiste SFIO (France) Auteur du texte et Parti socialiste (France) Fédération (Paris) Auteur du texte, « Le Populaire : journal-revue hebdomadaire de propagande socialiste et internationaliste ["puis" socialiste-internationaliste] », sur gallica.bnf.fr, 17 janvier 1930 (consulté le 6 janvier 2020)
28. ↑  « Gaby Deslys sings two songs, Vienna, 1910 » (consulté le 7 janvier 2020)
29. ↑  « Gaby Deslys " la parisienne " 1908 » (consulté le 7 janvier 2020)
30. ↑  « Gaby Deslys, le Fabuleux Destin de la Première Star du Music-Hall », sur jds.fr (consulté le 12 mars 2023).